# シャットゥアラ2世
シャットゥアラ2世（Shattuara II、Šattuara II）は、古代メソポタミア、ミタンニの王。

## 略歴
シャットゥアラ2世は、アッシリアの征服以前の紀元前13世紀のミタンニの最後の王として知られている。
シャットゥアラと呼ばれる王が、アッシリアの王シャルマネセル1世（紀元前1263年～1233年）の治世中にハニガルバトを統治していたことが示唆されている。アッシリアの碑文には、ハニガルバトのシャットゥアラ王がシャルマネセル1世と戦争をしたと書かれている。